# Столбизм

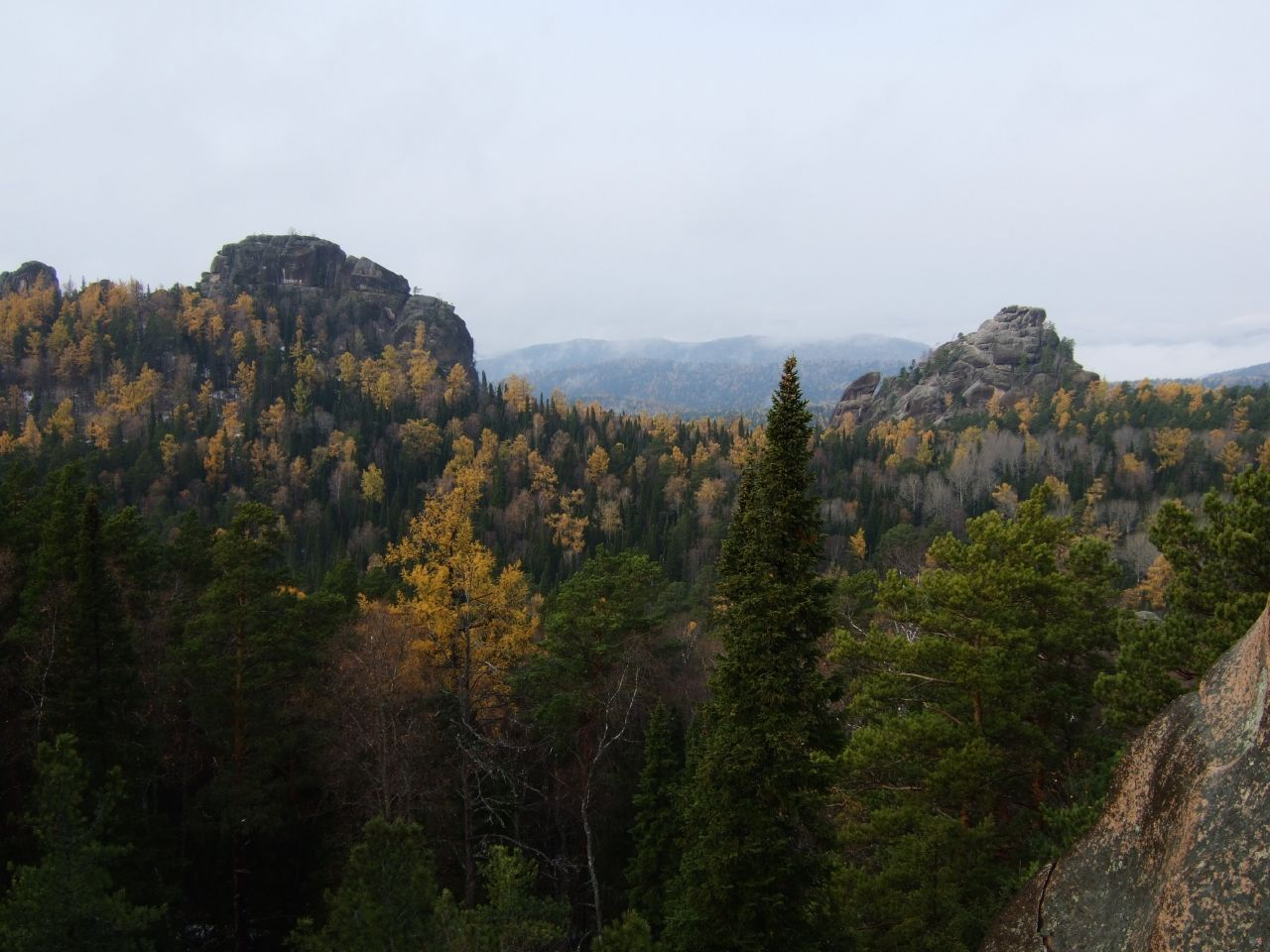
Красноярские столбы

Столби́зм — социокультурный феномен, общественное явление, образ жизни, связанный с Красноярскими столбами. Под столбизмом понимается общественное движение, для которого характерны занятие скалолазанием и общение в неформальной обстановке в природных условиях.
Первые столбисты появились в Красноярске более 150 лет тому назад. Главным занятием столбистов было лазание по скалам, прохождение новых маршрутов, называемых лазами, на вершины скальных выходов — столбов.

## Скальная техника столбизма

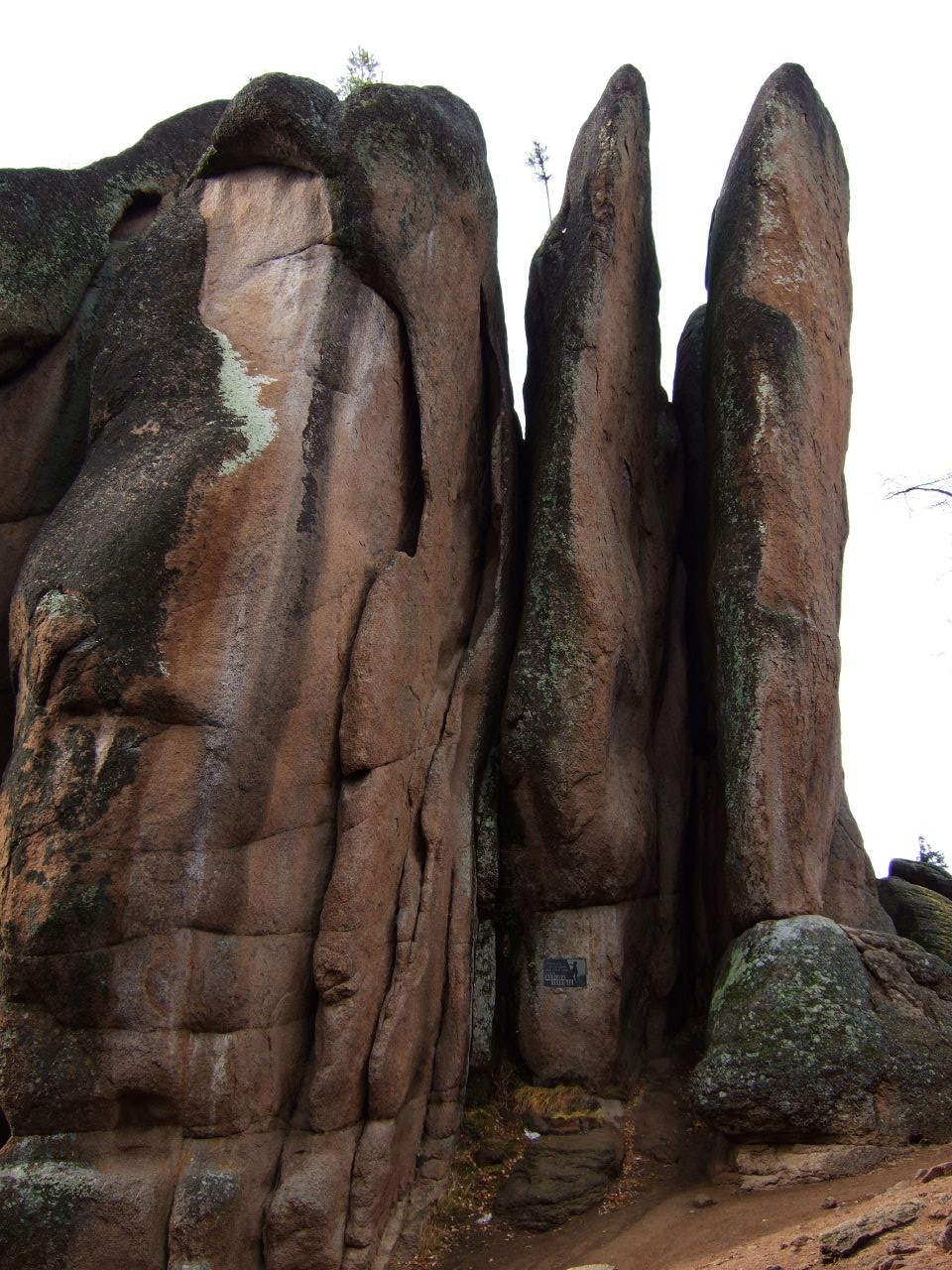
Столб «Перья»

Скалы Красноярских столбов представляют выходы скальных останцов, сложенные из сиенита, с малым количеством трещин. Многие маршруты проходят на трении, поэтому первоначально столбисты в качестве обуви использовали лыковые лапти. Они не скользили на скале, были удобны на ноге и недорого стоили. Позднее в качестве скалолазной обуви стали использовать галоши и прорезиненные тапочки.
От спортсменов-скалолазов столбистов отличает любительский характер лазания. Столбисты не проводят совместных систематических тренировок, у них нет обязательных соревнований, проложенных трасс, технических приспособлений для лазания. Главное для них покорить вершину, найти новые пути, освоить сложный элемент хода, т. н. хитрушку.
Одной из особенностей лазания по столбам является лазание без страховки, т. н. чистое лазание. Неписаная формула гласила:
«Лаз, как бы сложен он ни был, может считаться взятым лишь в том случае, если он пройден в одиночку и без каких-либо приспособлений».
Иногда для страховки использовали кушаки, которые обычно оборачивались во время подъёма вокруг пояса.
В последние годы для страховки стала применяться альпинистская веревка, но традиционный кушак, культивируемый на столбах в течение столетия, будет ещё долго находить применение. Он и верёвка взаимно дополняют друг друга.
При проведении официальных соревнований по скалолазанию для страховки обязательно используют альпинистскую верёвку.

## Субкультура столбизма

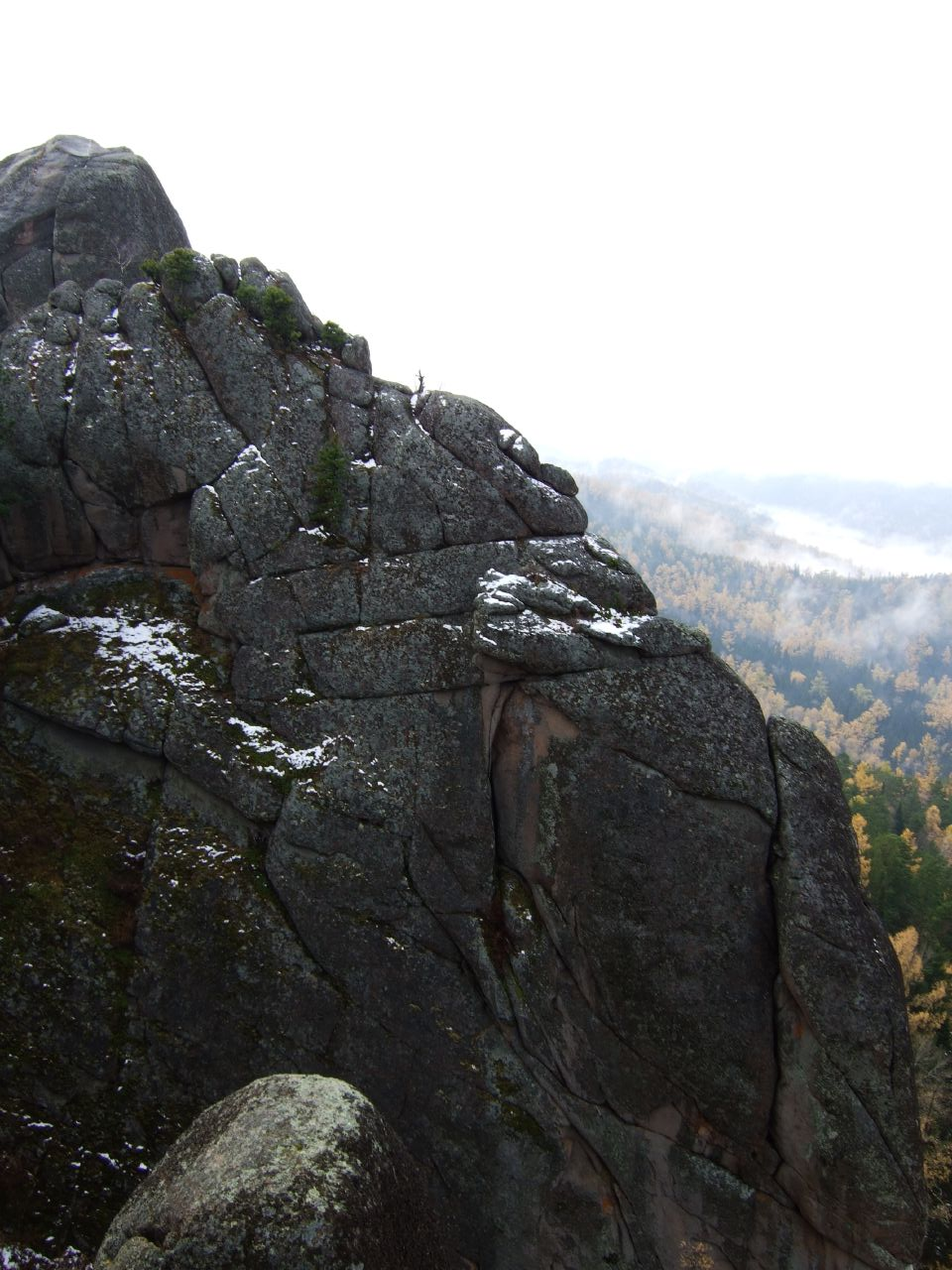
Красноярские столбы

Сам процесс нахождения в условиях естественной природной среды, занятие объективно опасным видом спорта выработал особые нормы поведения в среде столбистов.
Люди приходили на столбы группами и несколько дней жили в тайге. Это привело к формированию устойчивых групп скалолазов, которые получили название «компания». Каждая компания имела своё индивидуальное название и имела своё место обитания, свою избу, в которой они жили. Компания выбирала себе название, избирала руководителей, вырабатывала устав. Ещё в 1910 г. у столбистов появились компании с названием «Фермеры», «Беркуты», «Волки». Был даже создан коллектив под названием «Вольные», во главе которого стоял политический ссыльный телеграфист Завьялов. Он просуществовал всего один сезон и распался под давлением полиции.
Во все времена в столбистских избах велись дневники, бортовые журналы. Непрерывная летопись некоторых компаний насчитывает уже 40 и более лет.
В настоящее время также существует большое количество компаний.
В уставах и правилах, вырабатываемых столбистами, большое внимание, кроме спортивных вопросов, обращалось на охрану природы. Порицались и запрещались порубка деревьев, разрушение скал и лазов.
Ещё с дореволюционных пор закладывались первые традиции столбизма: гостеприимство, взаимовыручка, дружба.
«Оставленные в избушке или вне её продукты питания, накрытые листом бумаги, с положенным сверху камнем — неприкосновенны, с двумя камнями — могут быть употреблены без разрешения хозяина. Оставленные у подножья утеса предметы туалета „столбиста“, если даже в пределах видимости нет их владельца, — неприкосновенны».
Первый «Наказ „столбистам“», принятый в 1947 году и состоящий из 16 правил, прививал высокую дисциплину и организованность.
В § 1 этого наказа было записано:
«Никогда не переоценивай своих сил!».
Затем:
«Будь скромен, на опасных местах хладнокровен. — Подчинись совету старшего. — Риск имеет свой предел, за границами этих пределов риск становится глупостью».
В § 13 говорится:
«Если ты потерял уверенность при спуске, благоразумнее попросить помощи. Обрыв и падение — дело одного мгновения. Чаще всего это происходит от торопливости и поспешности. Ты пришел на „Столбы“ насладиться красотой и величием природы, а не соревноваться на быстроту подъёма. Легкость и изящество скалолаза — не тождественны поспешности, и ненужной беспорядочности движений».
Столбисты выработали свой язык и свои законы общения, владение которыми является признаком корпоративной принадлежности. Специфика языка столбистов проявляется прежде всего в лексике и способах номинации. Основу словаря столбистов, объём которого в настоящее время насчитывает свыше 600 единиц, составляют:
Ономастика. Например, названия скал: Дед, Цыпа, Жаба, Перья и т. д. Названия компаний: Абормоты, Аскеты, Беркуты, Грифы, Компания Митича, Нелидовка, Хилые и т. д.;
Корпоративная терминология. Например: лаз, хитрушка, подкаменщик и др.;
Специфическая лексика, включающая предикаты и имена лиц.
Большинство популярных скалолазов было известно больше по прозвищам, чем по фамилиям. Традиция давать клички пришла из дореволюционного периода. Например, известную «столбистку» Качалову называли Кабаргой. Кочегара, работавшего на железной дороге, звали «Сойотский волк», настоящей его фамилии никто не помнит. Состав столбистов был чрезвычайно пёстр — от ученых до уголовников.
Истинного имени, профессии, статуса чаще всего не знали. Не то чтобы его скрывали осознанно. Просто в данной среде профессия, общественный статус не имели значения, — так было принято.
С 20-х до 40-х годов новое поколение помнило «столбистов» — «Кэпа», «Осу», «Демона», «Лешего» и других, но опять-таки лишь немногие знали настоящие фамилии этих скалолазов. Сейчас эта традиция кличек постепенно отмирает.
Известные советские альпинисты-красноярцы Евгений Абалаков (Бурундучок), Виталий Абалаков (Луна) имели соответствующие клички среди столбистов.

## История

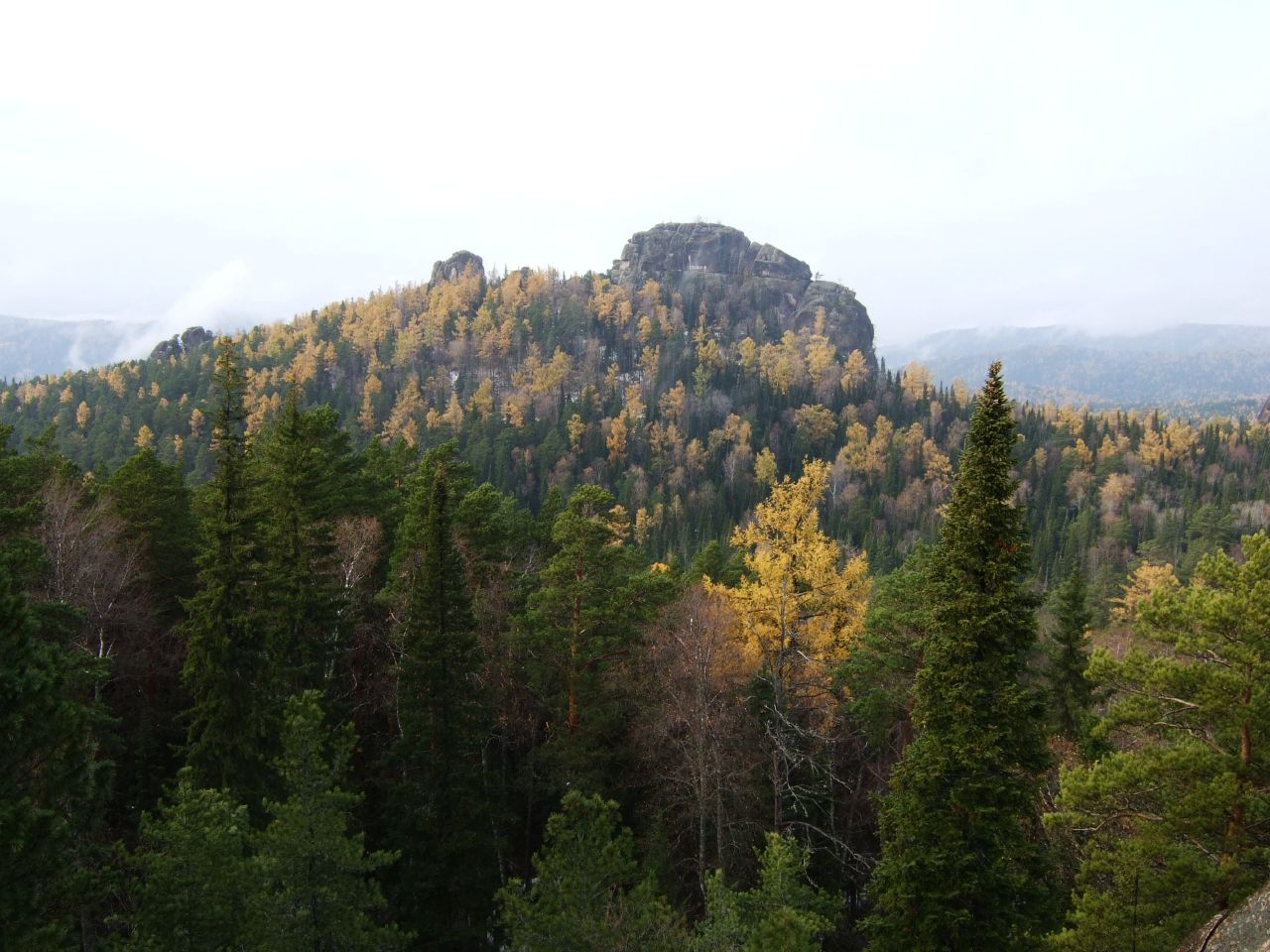
Красноярские столбы

В дореволюционный период среда столбистов отличалась вольнодумством и отсутствием почтительного отношения к властям. Отдаленность «Столбов» сделала их удобным местом для проведения нелегальных собраний революционно настроенной молодежи.
Неоднократно на скалах в труднодоступных местах писались крамольные лозунги и надписи.
В 1897 году на камне у основания «Первого Столба» было выведено красной краской: «Социализм», а через год кто-то добавил: «осуществится». На южной стороне скалы «Дед» было написано «Пролетарии», а на столбе «Дикарька»: «Губернатор — мошенник».
В 1899 году на «Втором Столбе» было написано слово «Свобода».
На протяжении всего 1905 и лета 1906 года на «Столбах» проводились многочисленные собрания. На них обсуждались задачи революционной борьбы, читались прокламации.
В 1906 году после съезда Сибирского союза РСДРП его участники посетили Красноярские Столбы.
В советское время популярность походов на «Столбы» возросла. Строятся избы: «Беркуты», «Коммунар», «Капелла», «Ранчо», «Красные дьяволята», «Дружные», «Вигвам», «Решето», «Дачка», «Пираты», «Червончики», «Музеянка», «Магнето», «Очаг», «Нелидовка», «Вилла», «Веселые ребята», «Перушка», «Деканка», «Старая сакля», «Фермушка» и др.
Создаются компании подкаменщиков, которые в отличие от избушечников, организовывали свои стоянки под камнями. Это «Фермеры» под Фермой, «Скитальцы», «Беркуты», «Голубые», «Шахтеры», «Павианы», «Волки» и многие другие.
С возникновением и становлением в Советском Союзе спортивного скалолазания столбисты были одними из первых, кто принял активное участие в развитии данного вида спорта.
Первое такое соревнование по скалолазанию было проведено в июне 1950 года. Трасса подъёма была избрана на западной стороне «Деда».
Красноярцы, начинавшие свой путь в спорт на Красноярских столбах, неоднократно становились Чемпионами Советского Союза по скалолазанию и альпинизму. До сих пор красноярская школа скалолазания, в основе которой лежат традиции столбизма, является одной из ведущих в России.

## Знаменитые столбисты
- Виталий Абалаков
- Евгений Абалаков
- Владимир Архипов
- Валерий Балезин
- Николай Захаров
- Петр Кузнецов
- Владимир Теплых[7][8]